# Sillus pellucidus
Sillus pellucidus är en spindelart som först beskrevs av Eugen von Keyserling 1891.  Sillus pellucidus ingår i släktet Sillus och familjen spökspindlar. Inga underarter finns listade i Catalogue of Life.